# Доживотна робија
Доживотна робија је назив за затворску казну изречену због озбиљног злочина, при чему осуђена особа остаје у затвору до краја свог живота или до пуштања на условну слободу. Примери злочина због којих особа може бити осуђена на доживотну затворску казну укључују убиство, озбиљно злостављање деце, силовање, велеиздају, трговину дрогом или људима, или тежи случајеви крађе или разбојништва који за последицу имају смрт или тешке телесне повреде.
Оваква врста казне не постоји у свим државама. Португалија је била прва држава на свету која је укинула доживотну казну током затворских реформи 1884. године. Међутим, у државама где постоји овакав тип казне је могуће затражити пуштање на условну слободу након одређеног времена проведеног у затвору. То значи да осуђеник може имати право да остатак казне (тј. док не умре) издржи ван затвора.

## Доживотна затворска казна у Србији
До маја 2025. године у Србији је укупно 9 лица правоснажно осуђено на доживотну робију, једно лице је првостепено осуђено на доживотну робију, док су четири лица која су првостепено осуђена на доживотну робију правоснажним пресудама добила мању казну.

### Правоснажно осуђени
| Ред. брoj | Осуђени             | Првостепена пресуда | Правоснажна пресуда | Година правоснажне пресуде | Кривично дело              |
| --------- | ------------------- | ------------------- | ------------------- | -------------------------- | -------------------------- |
| 1.        | Нинослав Јовановић  | Доживотни затвор    | Доживотни затвор    | 2021. године               | Отмица и силовање          |
| 2.        | Дејан Дабовић       | Доживотни затвор    | Доживотни затвор    | 2021. године               | Убиство                    |
| 3.        | / Вирђинел Јованов  | 20 година           | Доживотни затвор    | 2022. године               | Покушај силовања и убиство |
| 4.        | Бранислав Муратагић | 20 година           | Доживотни затвор    | 2023. године               | Пљачка и убиство           |
| 5.        | Дејан Павловић      | Доживотни затвор    | Доживотни затвор    | 2023. године               | Убиство                    |
| 6.        | Радомир Благојевић  | Доживотни затвор    | Доживотни затвор    | 2023. године               | Силовање и убиство         |
| 7.        | Горан Џонић         | Доживотни затвор    | Доживотни затвор    | 2024. године               | Троструко убиство          |
| 8.        | Милош Николић       | Доживотни затвор    | Доживотни затвор    | 2024. године               | Убиство детета             |
| 9.        | Стојан Илић         | 19 година           | Доживотни затвор    | 2025. године               | Убиство                    |

### Првостепено осуђени
| Ред. брoj | Осуђени           | Првостепена пресуда | Правоснажна пресуда | Година правоснажне пресуде | Кривично дело |
| --------- | ----------------- | ------------------- | ------------------- | -------------------------- | ------------- |
| 1.        | Мирослав Марковић | Доживотни затвор    |                     |                            | Убиство       |

### Првостепено осуђени на доживотну робију потом правоснажно на мању казну
| Ред. брoj | Осуђени             | Првостепена пресуда | Правоснажна пресуда | Година правоснажне пресуде | Кривично дело            |
| --------- | ------------------- | ------------------- | ------------------- | -------------------------- | ------------------------ |
| 1.        | Милоје Јанковић     | Доживотни затвор    | 20 година           | 2023. године               | Обљуба детета            |
| 2.        | Владимир Максимовић | Доживотни затвор    | 20 година           | 2024. године               | Убиство                  |
| 3.        | Срђан Стаменковић   | Доживотни затвор    | 20 година           | 2024. године               | Силовање малолетне ћерке |
| 4.        | Бојан Јовичић       | Доживотни затвор    | 20 година           | 2025. године               | Убиство                  |